# Amarna
Amarna (znana tudi kot el-Amarna ali Tell el-Amarna, arabsko: العمارنة al-‘amārnah‎) je bila prestolnica faraona Ehnatona/Akenaton (kar pomeni koristen Atonu), ki jo je zgradil na mestu, ki ga je on imel za svetega. Svetost nove prestolnice je faraon razlagal z obliko hriba, ki je spominjal na hieroglifski znak za obzorje. Vsako jutro se je sonce pojavilo točno znotraj te oblike, zato je bilo mesto idealno za kult posvečen bogu sonca. Mesto je imenoval Akhetaton (Ahet-Aton, kar v prevodu pomeni Atonovo obzorje). V mestu so bili številni templji in velike kraljeve palače. Na vrhuncu razvoja je imelo mesto okoli 25.000 prebivalcev. Kmalu po Ehnatonovi smrti je bila Amarna opuščena in uničena.

## Mesto Akhetaten
Lokacija za mesto je bila dejansko deviška. Mesto je bilo zgrajeno kot novo glavno mesto za faraona Akenatena/Ehnatona, posvečeno njegovi novi religiji čaščenja Atona. Gradnja se je začela v ali okoli 5. leta njegovega vladanja (1346 pr. n. št.) in bilo verjetno končano do 9. leta (1341 pr. n. št.), čeprav je postala glavno mesto dve leti prej. Da bi pospešili gradnjo mesta je bila večina stavb zgrajena iz blatne opeke in belo pobarvana. Najpomembnejše zgradbe so bile iz lokalnega kamna. 
To je edino staroegipčansko mesto, ki je ohranilo mnogo podrobnosti o svojem notranjem načrtu, v veliki meri zato, ker je bilo mesto po smrti Ehnatona zapuščeno, saj se je njegov sin, kralj Tutankamon odločil, da mesto zapusti in se vrne v svoje rojstno mesto v Tebe (danes Luksor). Zdi se, da je mesto ostalo aktivno še desetletje po njegovi smrti, saj svetišče Horemheb kaže, da je bilo vsaj delno zasedeno še na začetku njegovega vladanja,  kasneje pa kot vir gradbenega materiala drugje. Ko je bilo opuščeno, je ostalo nenaseljeno do rimskega naselja ob robu reke Nil. Vendar pa je zaradi edinstvenih okoliščin njegovega nastanka in zapuščenosti vprašljivo, kako je bil v resnici v naglici zgrajeni in je pokrival površino približno 13 km ozemlja na vzhodnem bregu reke Nil; na zahodnem bregu, je  kmetijsko zemljišče zagotavljalo poljščine za prebivalstvo mesta. Celotno mesto je bilo obkroženo s skupno 14 mejnimi stelami, ki so označevale to novo glavno mesto Egipta. 
Najzgodnejša datirana stela iz novega mesta je Mejna stela K, ki je datirana v leto 5, IV Peret (ali 8 mesec), 13 dan Ehnatonovega vladanja.  (Večina prvotnih 14 robnih stel je bila močno erodirana.). Dokument navaja željo faraona, da bo več templjev Atona postavil tukaj, več kraljevih grobnic v vzhodnih hribih zase, za svojo glavno ženo Nefertiti in njegovo najstarejšo hčerko Meritaten, kot tudi njegov izrecni ukaz, da ko bo mrtev, naj bi ga lahko prinesli nazaj v Akhetaten za pokop.  To besedilo pa dodaja, da je Ehnaton naredil velik daritev bogu Atonu, ki je prikazana v lunetah v steli, kjer stoji s svojo kraljico in najstarejšo hčerko pred oltarjem z darovi Atonu, medtem ko ta sije nanj s svojimi žarki. 

### Lokacija in tloris
Situirane na vzhodnem bregu Nila ruševine mesta ležijo v grobem od severa proti jugu vzdolž "kraljeve ceste", zdaj kot Sikhet es-sultana.  Kraljeve rezidence so na severu, z osrednjo upravo in verskim področjem, na jugu mesta so stanovanjska predmestja.

### Severno mesto
Če bi se približal mestu Amarna od severa ob reki, bi bile prva stavba mimo Severne mejne stele Severna obrežna palača. Ta stavba je potekala vso pot do obale in je bila verjetno glavna rezidenca kraljeve družine. Med njo in osrednjim mestom so bila severna predmestja z velikimi hišami, ki so se manjšale in postale revnejše dlje od ceste so bile. 

### Mestno središče
Večina pomembnih slavnostnih in upravnih stavb je bila v osrednjem delu mesta. Tu sta bila Veliki in mali tempelj Atona, ki sta se uporabljajo za verske funkcije, med njimi sta bili Velika kraljeva palača in Kraljeva ceremonialna rezidenca kralja in kraljeve družine, vse povezano z mostom ali klančino. Kraljeva rezidenca je bil Urad za dopisovanje faraona, kjer so našli pismo iz Amarne.
To področje je bilo verjetno prvo zgrajeno in še to v vsaj dveh fazah gradnje. 

### Južni del mesta
Južno od mesta je bilo Južno predmestje'. Vsebuje zapuščino mnogih mogočnih mestnih plemičev, vključno Nakhtpaatena (glavni minister), Raneferja, Panehesyja (visoki duhovnik Atona) in Ramoseja (gospodar konj). Na tem območju je bil tudi atelje kiparja Tutmosisa, kjer so leta 1912 našli slavni doprsni kip Nefertiti. 
Južneje od mesta je bil Kom el-Nana, ograda, običajno označena kot sončna senca in je bila verjetno zgrajena kot  sončni templja, potem Maru-Aton, palača ali sončni tempelj, za katerega so sprva mislili, da ga je Ehnaton zgradil za kraljico Kiyo, ampak po njeni smrti je bilo njeno ime in slike spremenjene z Meritaten, njegova hči. 

### Obrobje mesta
Okolica mesta in označevanje njegovega obsega s stelami (vsak pravokotnik je klesana skala na pečinah na obeh straneh Nila, ki opisuje ustanovitev mesta), so glavni vir informacij o njem. 
Stran od mesta, v ozki dolini na vzhodu mesta, skrite v pečinah, je Ehnaton začel graditi nekropolo. Samo ena grobnica je bila končana, v njej je neimenovana kraljeva žena,  Ehnatonovo grobnico so v naglici uporabili zanj in verjetno Meketaten, svojo drugo hčerko. 
V pečinah na severu in jugu Kraljeve doline so plemiči mesta zgradili svoje grobnice.

## Življenje v Amarni/Akhetatenu
Veliko tega, kar je znanega o Amarni so ugotovili zaradi ohranjanja serije uradnih mejnih stel (znanih je 13) okoli oboda mesta. Te so izklesane na klifih na obeh straneh Nila (10 na vzhodu, 3 na zahodu) in opisujejo dogodke Amarne od ustanovitve do tik pred padcem. 
Da bi se preselil iz Teb do Amarne, je Ehnaton potreboval podporo vojske. Ay, eden glavnih Ehnatonovih svetovalcev je imel velik vpliv na tem področju, saj je bil njegov oče Yuya  pomemben vojskovodja. Poleg tega so vsi v vojski odraščali skupaj in so bili del najbogatejšega in najuspešnejšega obdobja v zgodovini Egipta pod Ehnatonovim očetom, zato je bila zvestoba močna in neomajna.

### Religiozno življenje
Ker so bile reforme Ehnatona na splošno prepričanje usmerjene v neke vrste monoteizem, je to življenje precej poenostavilo. Arheološki dokazi pa kažejo, da so častili tudi druga božanstva, čeprav je bil v središču kult Atona - če ne uradno, pa vsaj s strani ljudi, ki so tam živeli in delali.
..pri Ehnatonu so nedavna izkopavanja, ki jih izvajal Kemp (2008: 41-46)  pokazala prisotnost predmetov, ki prikazujejo bogove, boginje in simbole, ki sodijo v tradicionalno področje osebnega prepričanja. Precej primerov Bes, groteskne figure škrat, ki posredoval pri zlih duhovih,so našli, kot tudi boginje-pošasti Taweret, del krokodila, del povodnega konja, ki je bila povezana s porodom. Tudi v vasi delavski vasi pri Amarni so odkrili stele posvečene Izis in Shed (Watterson 1984: 158 in 208).  

## Amarnska umetnost
Amarnska umetnost je prekinila z dolgo uveljavljenimi egiptovskimi konvencijami. Za razliko od strogega stiliziranega in idealističnega formalizma prejšnje egiptovske umetnosti, so upodabljali svoje predmete bolj realistično. V kiparstvu kot tudi v reliefih naletimo na neformalne prizore, kot so intimni portreti naklonjenosti v kraljevi družini ali igranje s svojimi otroki, nič več niso prikazovali žensk svetlejše barve kot moških. Umetnost je poznala tudi realizem, ki je včasih mejil na karikaturo.
Najlepši kipi iz amarnskega obdobja so prav gotovo liki žena:
- Kraljica Tije, žena Amenhotepa III. in Ehnatonova mati je zelo kvalitetno delo z začetka amarnskega obdobja.
- Doprsni kip kraljice Nefertiti: pobarvan peščenjak z vložki steklovine v očeh, kaže na dovršeno umetnost tega časa. Kip priča o njeni izjemni lepoti, ki izžareva skoraj erotičen čar. Manjkajoče oko je dalo povod za mnoga ugibanja, kot je teorija o zaljubljenem kiparju Tutmosisu. Kipar se je očitno trudil, da bi izrazil čistost linij in lepoto, ki sta v ostrem nasprotju z grobim realizmom drugih del iz tega obdobja.
- Ženski torzo, verjetno del kipa Nefertiti je primer finega čutnega modeliranja.

Mnoge zgradbe iz tega obdobja niso ohranjene in se zato skoraj nič ne ve o izgledu Atonovih templjev v Amarni, razen da so bili brez stropov in vrata se v njih niso zapirala.
Medtem ko je bilo čaščenje Atona v Amarni kasneje priznano kot herezija in zatrto, je umetnost imela trajnejše posledice.

## Ponovno odkritje in raziskovanje
Prva zahodna omemba mesta je bila leta 1714, ko je Claude Sicard, francoski jezuitski duhovnik, ki je potoval po dolini Nila, opisal Mejno stelo iz Amarne. Kot večino Egipta, so Napoleonovi učenjaki v letih 1798-1799 obiskali območje in pripravili prvi podroben zemljevid Amarne, ki je bil nato objavljen v Description de l'Égypte med 1821 in 1830. 
Po tem se je Evropska raziskava nadaljevala leta 1824, ko je Sir John Gardiner Wilkinson raziskal in izrisal ostanke mesta. Prepisovalec Robert Hay in njegov nadzornik G. Laver sta obiskala lokacijo in odkrili več južnih grobnic, evidentirala reliefe v 1833. Kopije ki sta jih  naredila Hay in Laver so ostale v veliki meri neobjavljeni v British Library, kjer je v teku projekt, ki bi opredelil lokacije. 
Pruska ekspedicija pod vodstvom Richarda Lepsiusa je lokacijo obiskala leta 1843 in 1845 in zabeležili vidne spomenike in topografijo Amarne. Rezultati so bili nazadnje objavljeni v Denkmäler aus Ägypten und Äthiopien med 1849-1913, vključno z izboljšanim zemljevidom mesta. Kljub temu, da je nekoliko negotova, je gravirana Denkmäler plošča osnova za šolsko znanje in razlago mnogih prizorov in napisov v zasebnih grobnicah in nekaterih Mejnih stelah v preostanku stoletja. Zapisi teh zgodnjih raziskovalcev so izrednega pomena, saj je bilo veliko teh ostankov kasneje uničenih ali drugače izgubljenih.
Leta 1887 lokalna ženska v sebakh odkrila skrivališče več kot 300 tabel s klinopisom (zdaj znana kot Pisma iz Amarne).  Te table opisujejo diplomatsko korespondenco faraona in so bile večinoma napisane v akadščini, Lingua franca pogosto uporabljena v pozni bronasti dobi starega Bližnjega vzhoda za takšno komunikacijo. To odkritje je pripeljalo k priznavanju pomembnosti najdišča in vodi do nadaljnjega pospešenega raziskovanja. 
Med letoma 1891 in 1892 je Alessandro Barsanti "odkril" in očistil kraljevo grobnico (čeprav so jo lokalni prebivalci našli okoli 1880).  Približno v istem času je Sir Flinders Petrie delal eno sezono v Amarni za Egipt Exploration Fund. Izkopal je predvsem v osrednjem mestu, preiskoval Veliki tempelj Atona, Veliko uradno palačo, kraljeve hiše, Urad za dopisovanje faraona in več zasebnih hiš. Čeprav pogosto le v višini nekaj več kot sondaža, so izkopavanja Petrie razkrila dodatne table s klinopisom, ostanki več steklarn in veliko količino zavržene fajanse, stekla in keramike, vključno Mikenske črepinje. Z objavo svojih rezultatov in rekonstrukcije je bil Petrie sposoben spodbuditi nadaljnji interes za raziskovanje.
Prepisovalec in umetnik Norman de Garis Davies je objavil narisan in fotografski opis zasebnih grobnic in mejnih stel iz Amarna od leta 1903 do leta 1908. Te knjige so bile objavljena pod pokroviteljstvom EES ( Egypt Exploration Society) v letu 2006.
V zgodnjih letih 20. stoletja (1907-1914), je Deutsche Orientgesellschaft ekspedicija, pod vodstvom Ludwiga Borchardta izkopala obširen del predmestja severno in južno od mesta. Znameniti doprsni kip Nefertiti, zdaj v Ägyptisches Museum v Berlinu, odkrit med kiparskimi artefakti v delavnici kiparja Tutmosisa. Izbruh prve svetovne vojne v avgustu 1914 je prekinil nemška izkopavanja.
Od 1921-1936 je ekspedicija Egipt Exploration Society začela izkopavanja v Amarni pod vodstvom T.E. Peeta, Sira Leonarda Woolleya, Henrija Frankforta, Stephena Glanvillea  in Johna Pendleburyja. Obnovljene preiskave so bile usmerjene v verske in kraljeve strukture.
V 1960-tih je Egyptian Antiquities Organization (zdaj Egiptovski vrhovni svet za starine) organiziral številna izkopavanja.
Raziskovanje mesta se nadaljuje do danes, trenutno pod vodstvom Barryja Kempa (University of Cambridge, Anglija) pod okriljem Egypt Exploration Society. Leta 1980 je ločena ekspedicija z Geoffreyem Martinom opisala in kopirala reliefe iz kraljeve grobnice, kasneje objavlja svoje ugotovitve skupaj s predmeti za katere so mislili, da so iz groba. To delo je bilo objavljeno v 2 zvezkih pri EES.
V letu 2007 se je nadaljevalo raziskovanje EES z odkritjem pokopališča zasebnikov v bližini južne grobnice plemičev.